# 1988年美國聯盟冠軍賽
1988年美國聯盟冠軍賽是由美聯東區冠軍波士頓紅襪對決美聯西區冠軍奧克蘭運動家的比賽，最後由運動家4連勝橫掃紅襪，成功晉級世界大賽。

## 概要

### 奧克蘭運動家 對 波士頓紅襪
奧克蘭以4勝0負贏得系列賽
| 場次 | 客隊   | 比分  | 主隊   | 日期    | 球場                    | 觀眾人數 |
| ---- | ------ | ----- | ------ | ------- | ----------------------- | -------- |
| 1    | 運動家 | 2：1  | 紅襪   | 10月5日 | 芬威球場                | 34104    |
| 2    | 運動家 | 4：3  | 紅襪   | 10月6日 | 芬威球場                | 34605    |
| 3    | 紅襪   | 6：10 | 運動家 | 10月8日 | 奧克蘭-阿拉米達郡競技場 | 49261    |
| 4    | 紅襪   | 1：4  | 運動家 | 10月9日 | 奧克蘭-阿拉米達郡競技場 | 49406    |

## 逐場戰況

### 第一場
10月5日，麻薩諸塞州，波士頓，芬威球場
| 奧克蘭運動家 | 0 | 0 | 0 | 1 | 0 | 0 | 0 | 1 | 0 | 2 | 6 | 0 |
| 波士頓紅襪 | 0 | 0 | 0 | 0 | 0 | 0 | 1 | 0 | 0 | 1 | 6 | 0 |
| 勝投： Rick Honeycutt（1–0） 敗投： 布魯斯·赫斯特（0–1） 救援成功： 丹尼斯·艾克斯利（1） 全壘打： 運動家：荷西·坎塞柯（4上,1分） 紅襪：無 |   |   |   |   |   |   |   |   |   |   |   |   |

4局上，荷西·坎塞柯的陽春砲打破了平手僵局。而紅襪在被封鎖前六局後，終於在7局下追平比分。
不過，運動家很快就要回領先。他們在8局上靠著Carney Lansford和Dave Henderson的連續安打再拿一分，丹尼斯·艾克斯利雖然在9局下2出局後遭遇小小亂流，不過還是成功拿下第三個出局數守住勝利。

### 第二場
10月6日，麻薩諸塞州，波士頓，芬威球場
| 奧克蘭運動家 | 0 | 0 | 0 | 0 | 0 | 0 | 3 | 0 | 1 | 4 | 10 | 1 |
| 波士頓紅襪 | 0 | 0 | 0 | 0 | 0 | 2 | 1 | 0 | 0 | 3 | 4  | 1 |
| 勝投： Gene Nelson（1–0） 敗投： 李·史密斯（0–1） 救援成功： 丹尼斯·艾克斯利（2） 全壘打： 運動家：荷西·坎塞柯（7上,2分） 紅襪：Rich Gedman（7下,1分） |   |   |   |   |   |   |   |   |   |   |    |   |

兩隊在前五局一樣受制於投手的發揮沒有得分，結果Storm Davis在6局下兩出局後連丟兩次保送後，Dave Henderson發生接球失誤，讓紅襪在該局連拿2分。
7局上，荷西·坎塞柯敲出2分砲追平比數。馬克·麥奎爾也在同一局敲安，幫助運動家拿下第3分逆轉戰局。
7局下，紅襪靠著Rich Gedman的陽春砲追平比數。不過運動家在9局上攻勢再起，單局敲出3支安打拿下超前分，最後丹尼斯·艾克斯利又一次拿下救援成功。

### 第三場
10月8日，加利福尼亞州，奧克蘭，奧克蘭-阿拉米達郡競技場
| 波士頓紅襪 | 3 | 2 | 0 | 0 | 0 | 0 | 1 | 0 | 0 | 6  | 12 | 0 |
| 奧克蘭運動家 | 0 | 4 | 2 | 0 | 1 | 0 | 1 | 2 | X | 10 | 15 | 1 |
| 勝投： Gene Nelson（2–0） 敗投： Mike Boddicker（0–1） 救援成功： 丹尼斯·艾克斯利（3） 全壘打： 紅襪：Mike Greenwell（2上,1分） 運動家：馬克·麥奎爾（2下,1分）、Carney Lansford（2下,2分）、Ron Hassey（3下,2分）、Dave Henderson（8下,2分） |   |   |   |   |   |   |   |   |   |    |    |   |

兩隊在前三局可以說是上演了全壘打大賽，一共拿下11分已經追平雙方在前兩站的分數總和。
7局下，Stan Javier敲出安打幫助運動家擴大領先分數。8局下，Dave Henderson更是敲出2分砲粉碎紅襪的反攻希望，終場運動家以10比6取得聽牌優勢。

### 第四場
10月9日，加利福尼亞州，奧克蘭，奧克蘭-阿拉米達郡競技場
| 波士頓紅襪 | 0 | 0 | 0 | 0 | 0 | 1 | 0 | 0 | 0 | 1 | 4  | 0 |
| 奧克蘭運動家 | 1 | 0 | 1 | 0 | 0 | 0 | 0 | 2 | X | 4 | 10 | 1 |
| 勝投： 戴夫·史都華（1–0） 敗投： 布魯斯·赫斯特（0–2） 救援成功： 丹尼斯·艾克斯利（4） 全壘打： 紅襪：無 運動家：荷西·坎塞柯（1下,1分） |   |   |   |   |   |   |   |   |   |   |    |   |

戴夫·史都華上演了7局5K僅失1分的好表現，而布魯斯·赫斯特表現沒有第一戰那麼亮眼，他僅投4局便失2分退場。
8局下，運動家靠著安打串聯追加2分保險，又靠著丹尼斯·艾克斯利的投球壓制，終場4比1拿下4連勝進軍世界大賽。

## 外部連結
- 1988 ALCS at Baseball-Reference （页面存档备份，存于）